# 奧行臼站

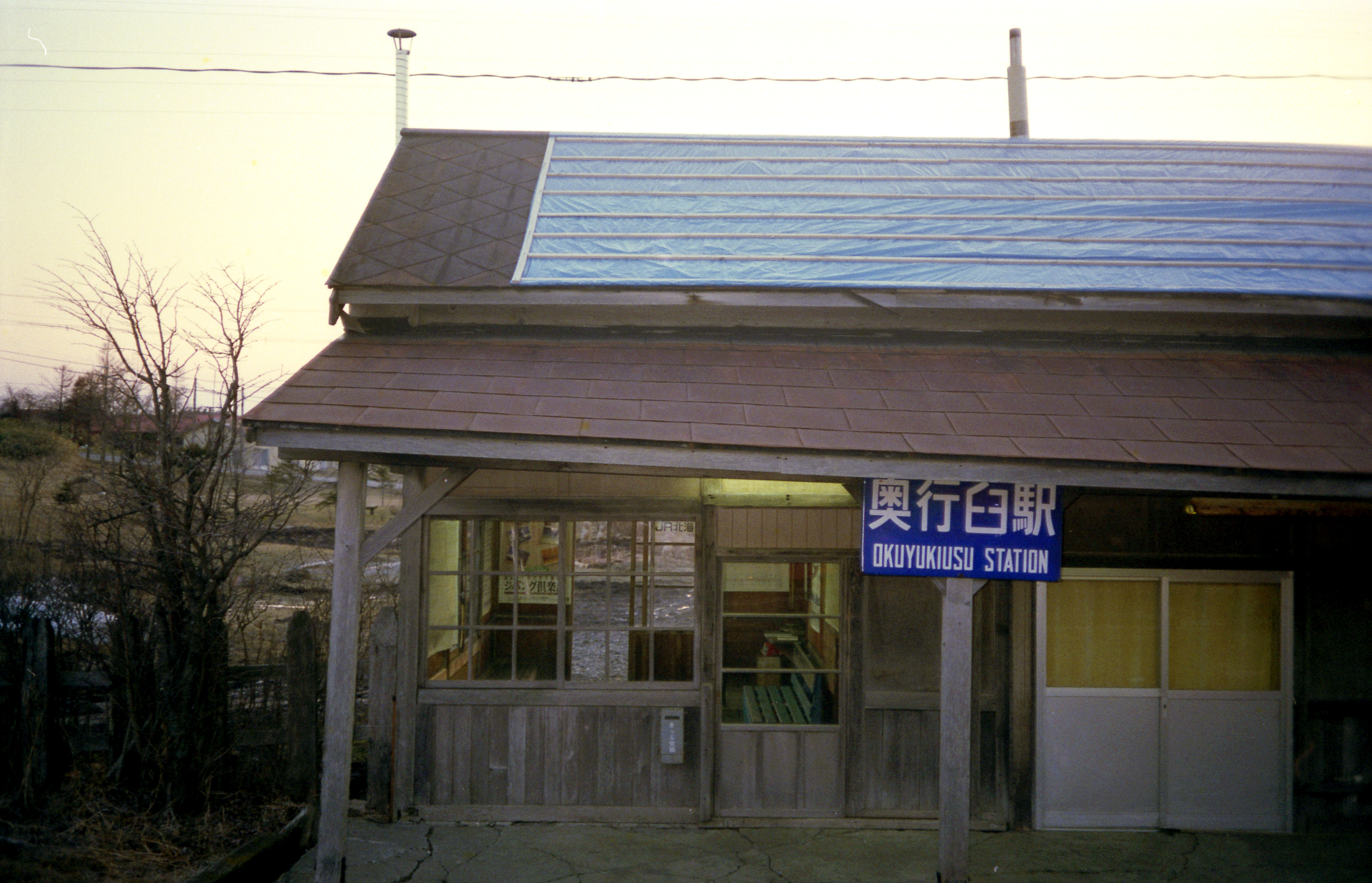
廢除前的車站大樓（從月台一方拍攝）
（1989年3月）

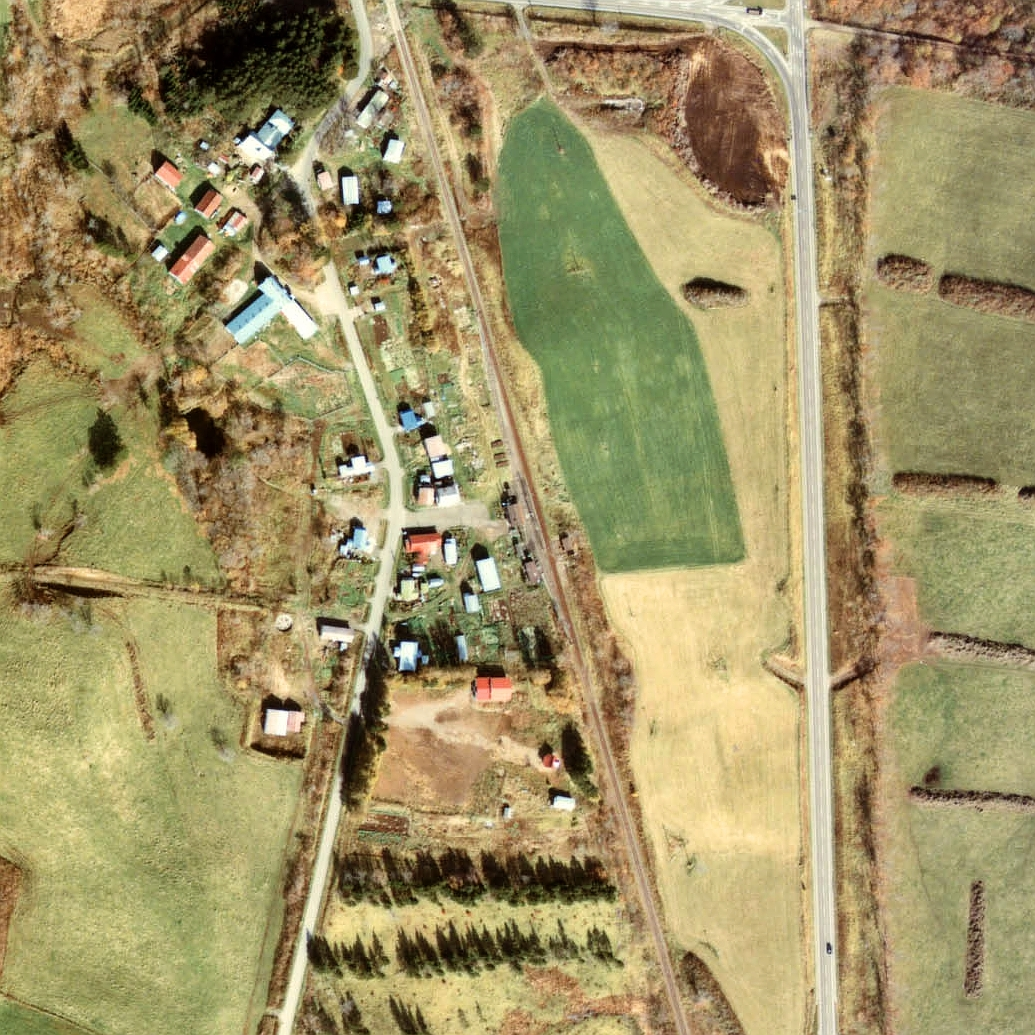
1977年的奧行臼站與方圓約500米範圍。上方為中標津方向。在中央靠左至站前道路處設有別海村營軌道風連線路軌遺址和轉車台遺蹟。在道路前方建築物側設有停車場。

奧行臼站（日语：／ Okuyukiusu eki */?）是位於北海道野付郡別海町奧行，北海道旅客鐵道（JR北海道）的標津線支線車站（廢站）。隨著標津線廢線，車站在1989年（平成元年）4月30日廢除。曾經此站可轉乘別海村營軌道。

## 歷史
- 1933年（昭和8年）12月1日 - 國有鐵道車站啟用。當時為一般車站[1]。
- 1959年（昭和34年）4月1日 - 成為業務委託車站。
- 1974年（昭和49年）9月 - 貨物用的側線廢除並撤走。
- 1980年（昭和55年）4月30日 - 結束處理貨物。
- 1984年（昭和59年）2月1日 - 結束處理行李。
- 1986年（昭和61年）11月1日 - 成為無人車站。
- 1987年（昭和62年）4月1日 - 伴隨國鐵分割民營化，車站由北海道旅客鐵道（JR北海道）營運。
- 1989年（平成元年）4月30日 - 標津線全線廢除，此站也廢除[2][3]。
- 1990年（平成2年）2月 - 舊車站大樓、詰所和月台成為別海町的有形文化財[4]。

### 站名的由來
車站名稱取自所在地名（奧行）。地名源自阿伊努語的「ウコイキウㇱイ（ukoyki-us-i）」，其意思是「戰鬥、總是、地方」。當地曾經成為戰場。

## 車站構造
在結束處理貨物和行李前，此站設有1面1線的島狀單式月台。車站大樓與月台之間設有1條貨物起卸線。月台外側靠近厚床一方設有留置線。車站大樓位於站內西邊（中標津方向的列車會開啟左邊車門），大樓建設地面上。車站大樓旁邊靠近中標津一方設有月台狀的貨物起卸場。
在結束處理貨物和行李後，貨物起卸線被撤走。在路線廢除前，站內還有本線和留置線（現在遺址中設置的招牌上寫上了「貨物引込線」，指的是車站大樓與月台之間的貨物起卸線）。
在1963年至1971年之間，此站曾經可轉乘殖民軌道風連線（{{Translink|ja|別海村営軌道|別海村營軌道]]），該路線連接別海町上風連。

## 車站周邊
- 國道243號
- 根室交通（日语：根室交通）「奧行」巴士站
- 奧行臼驛遞（日语：奥行臼駅逓）

## 現況

### 保存
- 木造車站大樓、詰所和路軌在廢除時還被保存。而側線更是重新敷設（復原）。
- 在貨物月台一端，設置了從春別站遺址遷移至該處的職員專用風呂場。
- 車站大樓內還有車費表和時間表，事設有到訪紀念印章。
- 售票處中還有JR的標記。
- 車站大樓、詰所和月台成為別海町的有形文化財[4]。
- 車站附近保存了別海村營軌道的柴油客車、機車和貨車[6]。

### 史蹟公園化
在2021年，別海町教育委員會制定了建設「奧行臼史蹟公園」，公園佔地約23公頃，當中包含了舊奧行臼驛遞所（國家指定史蹟）、舊國鐵奧行臼站（町指定文化財）和舊別海村營軌道風蓮線奧行停留所（町指定文化財）。

## 相鄰車站
北海道旅客鐵道
標津線 （支線）
別海－奧行臼－厚床

## 注腳
1. ↑  日本《官報》第2069號「鐵道省告示第539號」，1933年11月22日：第583頁。
2. ↑  “JR3線今月末廃止”. 北海道新聞 (北海道新聞社). (1989年4月26日)
3. ↑  “道内長大3線廃止 バス転換から1年 天北線 名寄本線 標津線”. 北海道新聞 (北海道新聞社). (1990年5月2日)
4. 1 2  “旧JR標津線 奥行臼（おくゆきうす）駅舎 別海町有形文化財に指定へ”. 北海道新聞 (北海道新聞社). (1990年2月27日)
5. ↑   (PDF). アイヌ語地名リスト. 北海道 環境生活部 アイヌ政策推進室. 2007  [2017-10-20]. （原始内容存档 (PDF)于2018-04-17） （日语）.
6. ↑  “せんこん写真館 簡易軌道 再び光？ 「産業遺産」選定だが… 多くはサビだらけ”. 北海道新聞 (北海道新聞社). (2005年10月26日)
7. ↑  「奥行地区23ヘクタール「史跡公園」に　別海町教委方針　文化遺産まとめ観光名所化 （页面存档备份，存于）」《北海道新聞》2021年6月1日，2021年6月2日參閱

## 外部連結
- 標津線奧行臼站蹟[]（日語）